# Trauma Center: Under the Knife 2
Trauma Center: Under the Knife 2 (救急救命 カドゥケウス2, Kyūkyū Kyūmei Caduceus 2) est un jeu vidéo de simulation de chirurgie développé par Atlus et Vanguard, édité par Atlus et sorti en 2008 sur Nintendo DS. Ce jeu fait suite au premier volet de la série, Trauma Center: Under the Knife.
La critique salue les améliorations apportées aux systèmes mis en place dans le jeu précédent, Under the Knife, mais regrette le manque d'originalité par rapport à ce dernier. Le jeu ne se vendra pas convenablement, celui-ci n'atteindra aucun classement des meilleures ventes ni au Japon ni aux États-Unis d'Amérique.

## Synopsis
Le joueur incarne de nouveau le Dr Stiles, un jeune chirurgien doté du don du « toucher guérisseur », une capacité qui lui permet de ralentir le temps. L'histoire reprend trois ans après les événements du premier jeu et traite des conséquences liées au virus GUILT.

## Accueil
- GameSpot : 8,5/10[1]
- IGN : 8,4/10[2]
- Metacritic : 79/100[3]

## Voir également